# 雷耶斯角

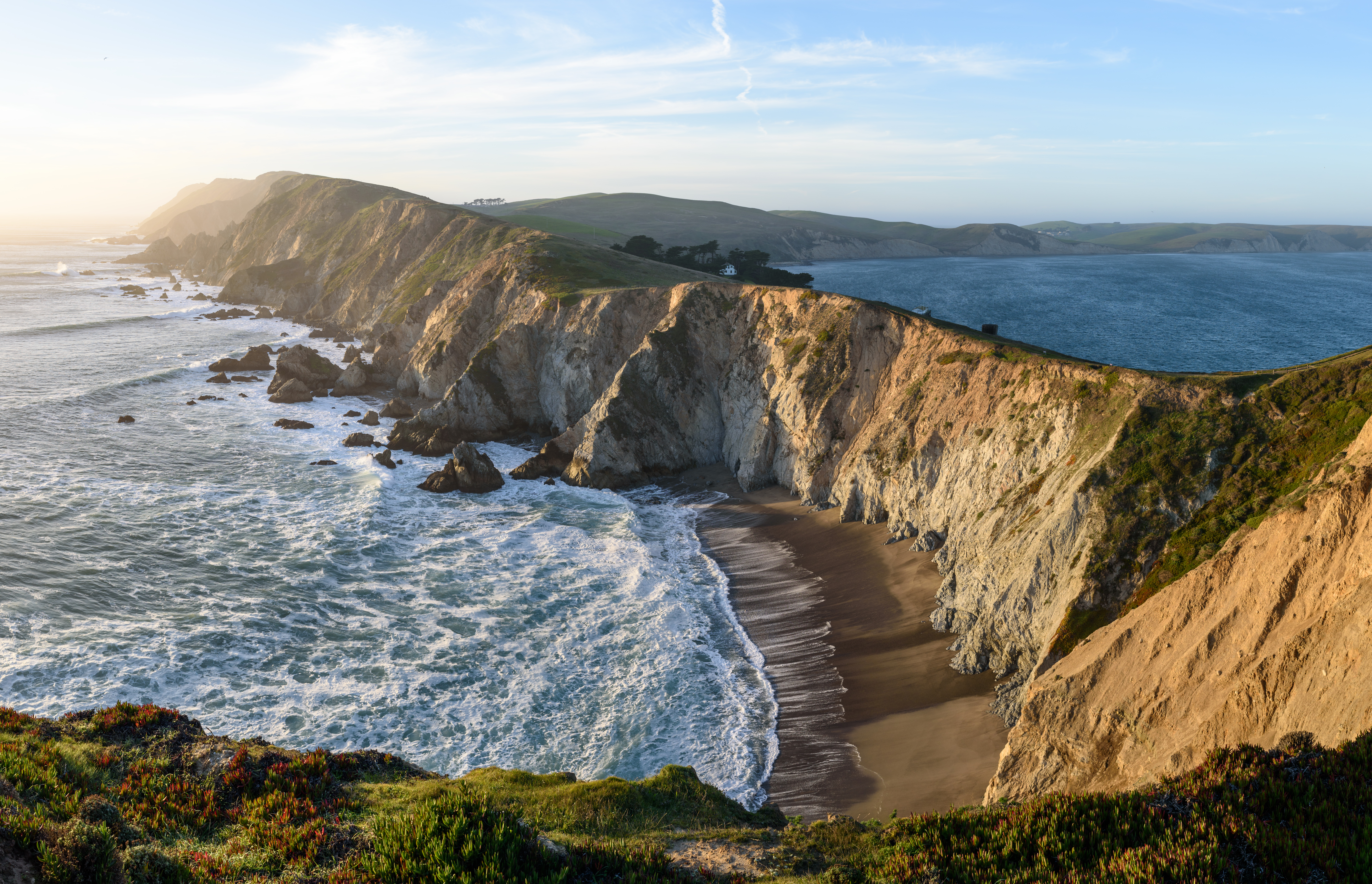
雷耶斯角的全景，左边是太平洋，右边是德瑞克湾

雷耶斯角是加州北部的一個海角和旅遊目的地，屬於美國國家海岸，由美國國家公園管理局（英語：National Park Service）管理。它位於舊金山西北約30英里（50公里）的馬林縣，具有80英里（130公里）以上的太平洋海岸線，可以通過1號公路到達。